# Château de Cranhac
Le château de Cranhac est un château, en ruine, située à Peillac, dans le Morbihan (France).

## Localisation
le château était situé dans les environs de l'actuel hameau de Cranhac, sur une éminence surplombant l'Oust, à environ 1,1 km à vol d'oiseau au nord du centre-bourg de Peillac.

## Historique
Le château est construit durant le Moyen Âge, probablement dans le courant du XIVe siècle où il sert de siège à la seigneurie de Cranhac qui possède un droit de haute justice. Les terres de Cranhac appartiennent successivement aux familles Gouret de Bignon, Potier et de Gesvres (jusqu'à la Révolution).
Ruiné pendant les guerres de la Ligue, il sert de carrière pour reconstruire le bourg de Peillac au XVIIIe siècle.
Les ruines du château de Cranhac constituent un site naturel classé par l'arrêté du 20 juillet 1908 au titre du critère « Artistique ».